# リコリン
リコリン（lycorine）は、天然に見られるアルカロイドの一種である。
なお、構造上の分類では、ノルベラジンアルカロイドの範疇に当たる。

## 所在
リコリンは植物に含まれる有毒成分として知られるアルカロイドであり、その名はヒガンバナ属の「リコリス（Lycoris）」に由来する。ただしヒガンバナだけに含まれているわけではなく、ヒガンバナ科のスイセンなどにも含有される。ナミビアなど、アフリカ南部の乾燥地帯に居住するサン人をはじめとする部族は、古来よりヒガンバナ科の植物に含まれるリコリンを、矢毒として利用してきた。
なお、ヒガンバナ中のリコリンの濃度は、生の鱗茎中に 0.5 (mg/g)、生葉中に 0.3 (mg/g)程度である。

## 生理作用

### キク科植物
リコリンは、キク科植物に対してアレロパシー作用を有する。熱に対しては安定しているものの、水溶性が高く、ヒガンバナのアレロケミカルとして認識されつつある。

### 動物
リコリンは、動物に対して有毒であり、ヒトが経口摂取すると催吐作用を有し、多量に摂取するとヒトも死亡する。ただ、ヒトに対する致死量は10 g程度と、毒性を持ったアルカロイドの中では、比較的毒性は強くない。このため古くはヒガンバナの鱗茎を飢饉に際して食する場合には、数日間流水に晒す方法でリコリンを除去した上で、食用にしていた。しかし日本で食用としていたのは主に江戸時代以前であり、このリコリンを抜く方法の知識が第2次世界大戦中には忘れられており、リコリンによる中毒で死ぬ人もいたとされる。なお、ヒガンバナの鱗茎を加工して作る生薬「石蒜（セキサン）」の薬効は、主にリコリンに由来すると言われる。